# Petra Hůlová
Petra Hůlová, född 12 juli 1979 i Prag, Tjeckoslovakien, är en tjeckisk författare. Hůlová har bott i Mongoliet och studerade under flera år mongolisk kultur och språk, vilket 2002 inspirerade till genombrottsromanen Paměť mojí babičce (sv: Allt detta tillhör mig). Intresset för Mongoliet väcktes då hon av en slump såg Nikita Michalkovs film Urga. Hůlová har sedan genombrottet utkommit med flera nationellt prisbelönta romaner.

## Utgivet på svenska
- 2011 – Allt detta tillhör mig (Paměť mojí babičce), Rámus förlag, översättning: Sophie Sköld.
- 2013 – För medborgarnas bästa (Strážci občanského dobra), Rámus förlag, översättning: Marie Wenger.
- 2015 – En plastig trea (Umělohmotný třípokoj), Rámus förlag, översättning: Marie Wenger.